# كلاوس فيديماير
كلاوس فيديماير (بالألمانية: Klaus Wedemeier) (مواليد 12 يناير 1944 في هوف)، سياسي ألماني ينتمي إلى الحزب الديمقراطي الاجتماعي الألماني (SPD). كان الرئيس الخامس لمجلس الشيوخ وعمدة مدينة بريمن الهانزية الحرة من 1985 إلى 1995 والرئيس 47 للبوندسرات من 1993 إلى 1994.

## روابط خارجية
- كلاوس فيديماير على موقع مونزينجر (الألمانية)
- كلاوس فيديماير على موقع ديسكوغز (الإنجليزية)